# Steen Steensen Blicher
Steen Steensen Blicher (Vium, 1782. október 11. – Spentrup, 1848. március 26.) dán költő és író.

## Élete
Teológiát tanult, tanárkodott, birtokot bérelt, majd pap lett. Hazájában nevét irodalmi, nevezetesen költői munkássága, tartotta fönn. Összegyűjtött költeményei 1835–36-ban két kötetben, novellái 1833-tól 1836-ig öt kötetben jelentek meg Koppenhágában.

## Művei
- Brudstykker af en Landsbydegns Dagbog (1824)
- Sneklokken (1825)
- Røverstuen (1827)
- Ak! hvor forandret (1828)
- Sildig Opvaagnen (1828)
- Præsten i Vejlby (1829)
- Kjeltringliv (1829)
- Telse (1829)
- Hosekræmmeren (1829)
- Trækfuglene (1838)
- De tre Helligaftner (1842)
- E Bindstouw (1842)

## Magyarul
- A vejlbyi pap. Elbeszélések; ford. Hetyey József; Kner, Gyoma, 1930